# Taça dos Clubes Vencedores de Taças de 1963–64
A época 1963-64 da Taça das Taças de futebol foi ganha pelo Sporting Clube de Portugal tendo como adversário o MTK Budapest numa disputa que obrigou ao recurso a uma finalíssima. Esta viria a ser resolvida através dum canto directo apontado por Morais, golo que passou à história como o Cantinho do Morais.
Foi também durante esta competição que o Sporting Clube de Portugal estabeleceu a maior goleada de sempre das competições europeias (16-1 contra o Apoel FC, sendo que o avançado Mascarenhas marcou seis golos nesse jogo,  também um recorde) e brindou o Manchester United com a sua pior derrota nas provas da UEFA, 5-0.

## Primeira Eliminatória
| Equipa 1                                               | Total   | Equipa 2             | 1.ª Mão | 2.ª Mão |
| ------------------------------------------------------ | ------- | -------------------- | ------- | ------- |
| Shelbourne FC                                          | 1-5     | FC Barcelona         | 0-2     | 1-3     |
| Hamburger SV                                           | 7-2     | US Luxembourg        | 4-0     | 3-2     |
| Olympique Lyonnais                                     | 6-2     | Boldklubben 1913     | 3-1     | 3-1     |
| Olympiakos                                             | 2-2 (a) | Zagłębie Sosnowiec   | 2-1     | 0-1     |
| Willem II Tilburg                                      | 2-7     | Manchester United    | 1-1     | 1-6     |
| Atalanta BC                                            | 3-3 (b) | Sporting CP          | 2-0     | 1-3     |
| APOEL FC                                               | 7-0     | SK Gjøvik-Lyn        | 6-0     | 1-0     |
| FC Basel                                               | 1-10    | Celtic               | 1-5     | 0-5     |
| Linzer ASK                                             | 1-1 (c) | Dinamo Zagreb        | 1-0     | 0-1     |
| Sliema Wanderers FC                                    | 0-2     | Borough United FC    | 0-0     | 0-2     |
| HPS Helsínquia                                         | 2-12    | Slovan Bratislava    | 1-4     | 1-8     |
| MTK Budapest                                           | 2-1     | Slavia Sofia         | 1-0     | 1-1     |
| Fenerbahçe SK                                          | 4-2     | FC Petrolul Ploieşti | 4-1     | 0-1     |
| Isentos: Tottenham Hotspur; Motor Zwickau; Linfield FC |         |                      |         |         |

(a) Olympiakos venceu o jogo de desempate por 2-0
(b) Sporting CP venceu o jogo de desempate por 3-1 (a.p.)
(c) Dínamo de Zagreb venceu o jogo de desempate por moeda ao ar, após o jogo ficar 1-1

## Segunda Eliminatória
| Equipa 1           | Total   | Equipa 2          | 1.ª Mão | 2.ª Mão |
| ------------------ | ------- | ----------------- | ------- | ------- |
| FC Barcelona       | 4-4 (a) | Hamburger SV      | 4-4     | 0-0     |
| Olympique Lyonnais | 5-3     | Olympiakos        | 4-1     | 1-2     |
| Tottenham Hotspur  | 3-4     | Manchester United | 2-0     | 1-4     |
| Sporting CP        | 18-1    | APOEL FC          | 16-1    | 2-0     |
| Celtic             | 4-2     | Dinamo Zagreb     | 3-0     | 1-2     |
| Borough United FC  | 0-4     | Slovan Bratislava | 0-1     | 0-3     |
| Motor Zwickau      | 1-2     | MTK Budapest      | 1-0     | 0-2     |
| Fenerbahçe SK      | 4-3     | Linfield FC       | 4-1     | 0-2     |

(a) O Hamburger SV venceu o jogo de desempate por 3-2

## Quartos-de-final
| Equipa 1          | Total   | Equipa 2           | 1.ª Mão | 2.ª Mão |
| ----------------- | ------- | ------------------ | ------- | ------- |
| Hamburger SV      | 1-3     | Olympique Lyonnais | 1-1     | 0-2     |
| Manchester United | 4-6     | Sporting CP        | 4-1     | 0-5     |
| Celtic            | 2-0     | Slovan Bratislava  | 1-0     | 1-0     |
| MTK Budapest      | 3-3 (a) | Fenerbahçe SK      | 2-0     | 1-3     |

(a) O MTK Budapest venceu o jogo de desempate por 1-0

## Meias-finais
| Equipa 1           | Total   | Equipa 2     | 1.ª Mão | 2.ª Mão |
| ------------------ | ------- | ------------ | ------- | ------- |
| Olympique Lyonnais | 1-1 (a) | Sporting CP  | 0-0     | 1-1     |
| Celtic             | 3-4     | MTK Budapest | 3-0     | 0-4     |

(a) O Sporting CP venceu o jogo de desempate por 1-0

## Final
| 1964-05-13 | Sporting CP                          | 3–3 | MTK Budapest              | Heysel Stadium, Brussels |
|            | Mascarenhas 40' · Figueiredo 48' 80' |     | Sándor 19' 75' · Kuti 73' | Público: 30,000          |

### Finalíssima
| 1964-05-15 | Sporting CP | 1–0 | MTK Budapest | Bosuil Stadium, Antwerp |
|            | Morais 19'  |     |              | Público: 19,000         |

## Artilharia
- Mascarenhas: 11 golos

## Ligações Externas
- 1963-64 competition at UEFA website